# Stefan Postma
Stefan Postma, född den 10 juni 1976 i Utrecht, Nederländerna är en nederländsk före detta fotbollsmålvakt.
Han köptes av Aston Villa 14 maj 2002 för 1,5 miljoner pund när Peter Schmeichel flyttade till Manchester City FC. Han var andremålvakt i klubben och fick bara göra några få inhopp innan han blev utlånad till Wolverhampton Wanderers. Där fick han chansen när ordinarie målvakten Michael Oakes skadade sig i oktober. Han imponerade stort och behöll sin plats säsongen ut även sedan Michael Oakes återhämtat sig från sin skada.